# Fundação Oswaldo Cruz
Fundação Oswaldo Cruz (Fiocruz) é uma instituição brasileira, vinculada ao Ministério da Saúde, de ciência, tecnologia e inovação em ciências biológicas e da saúde. encontra-se distribuída por território nacional com presença internacional. Criada em 1900 pelo médico sanitarista Oswaldo Cruz no estado do Rio de Janeiro. Encontra-se presente em 10 estados brasileiros, além de um escritório internacional em Maputo, Moçambique. Conta com 16 unidades técnico-científicas, voltadas para ensino, pesquisa, inovação, assistência, desenvolvimento tecnológico e extensão no âmbito da saúde.
Sua sede localiza-se no bairro de Manguinhos, na Zona Norte do Rio de Janeiro, onde estão os prédios históricos do antigo Instituto Soroterápico Federal – como o Pavilhão Mourisco, o Pavilhão do Relógio e a Cavalariça.

## Histórico

### Criação e combate a peste (1899-1902)

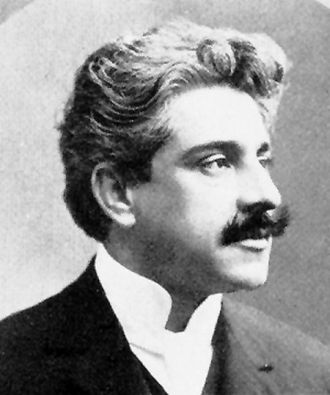
Oswaldo Cruz, pioneiro no estudo das moléstias tropicais e da medicina experimental no Brasil.

Em 1899 um surto de peste ocorreu na cidade de Santos, vindo de Portugal através do Porto de Santos. Os primeiros casos de suspeita da doença foram identificados pelos médicos e cientistas Adolfo Lutz e Vital Brazil, respectivamente, diretor e assistente do Instituto Bacteriológico de São Paulo. O Ministério da Justiça e Negócios Interiores, na época responsável também pela saúde publica do pais, designou Oswaldo Cruz, especialista em bacteriologia, para realizar o diagnóstico da doença. Em sua investigação Cruz confirmou presença da peste na cidade.
A fim de evitar a disseminação de uma epidemia, iniciam-se esforços para que fosse realizada a produção do soro e da vacina antipestosos no Brasil. Em São Paulo, foi criado um laboratório de produção de soro antipestoso, vinculado ao Instituto Bacteriológico, que futuramente daria origem ao Instituto Butantã. Na cidade do Rio de Janeiro, então Distrito Federal do Brasil, foi inaugurado o Instituto Soroterápico,  em 25 de maio de 1900, sob responsabilidade do governo municipal. Este também era por vezes chamado "Instituto de Manguinhos", sendo utilizado até mesmo em algumas publicações cientificas, por ter sido construído na Fazenda de Manguinhos, em Inhaúma.

O médico Pedro Afonso Franco foi indicado para ser seu primeiro diretor administrativo do. Afonso então nomeou Cruz para a direção técnica. Os médicos Ismael da Rocha, Augusto Paulino Soares, Ezequiel Dias, Henrique Figueiredo de Vasconcellos e Antônio Cardoso Fontes também integraram a primeira equipe do Instituto. Inicialmente os laboratórios foram instalado em construções remanescentes da fazenda. Ainda neste ano foi desenvolvido um soro e uma vacina antipestosos que utilizavam a bactéria isolada em Santos. O soro foi criado baseando-se no soro antipestoso francês, criado por Alexandre Yersin, enquanto a vacina baseava-se na utilização de células inertes da bactéria, metodologia criada pelos pesquisadores alemãs Gaffky, Pfeiffer, Sticker e Dieudonné. Em 1901 o Instituto se tornou responsabilidade do governo federal e seu nome foi modificado para "Instituto Soroterápico Federal".

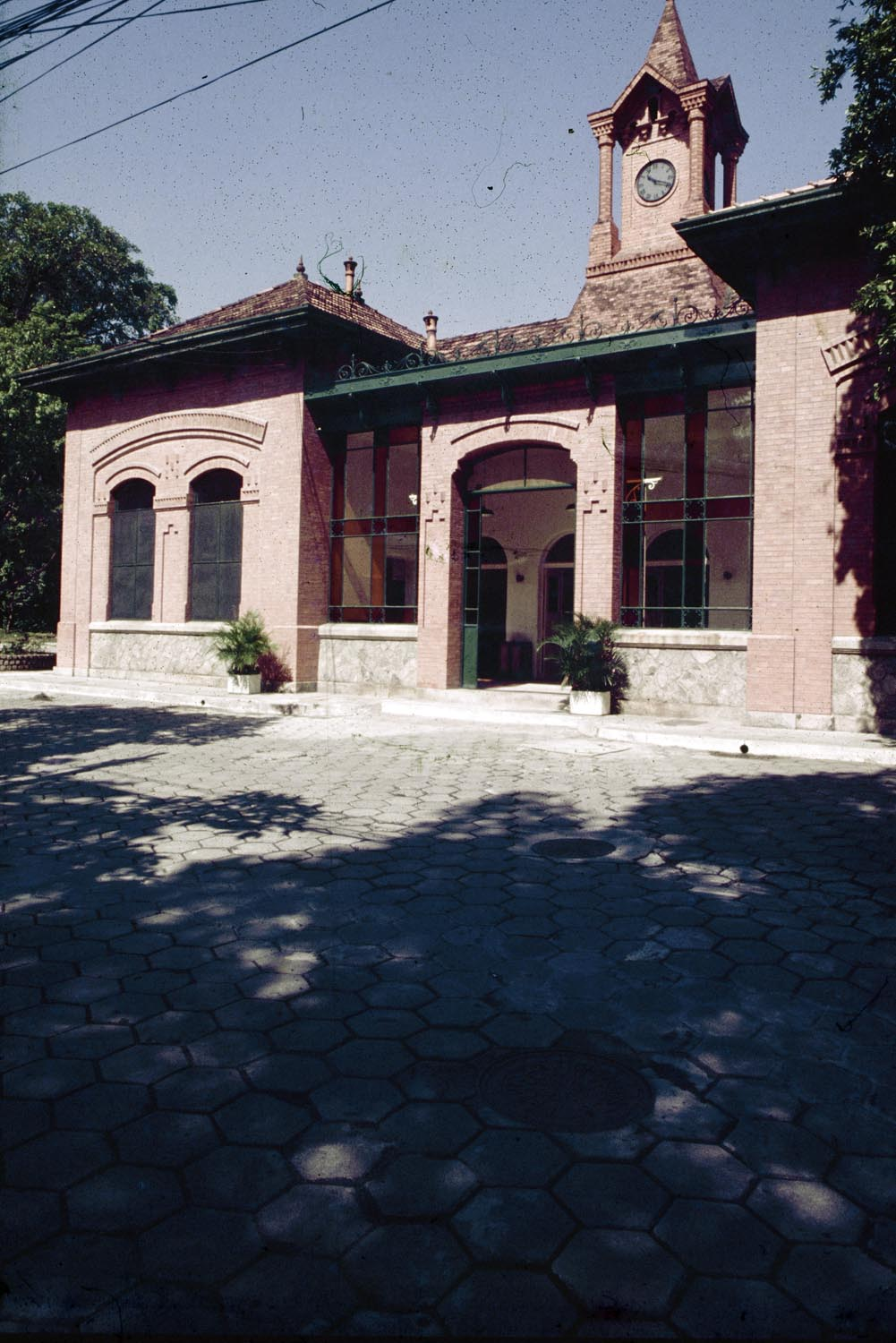
Pavilhão do Relógio, edifício onde eram produzidos soros e vacinas contra a peste

### Oswaldo Cruz, combates a epidemias e atividades cientificas (1902-1917)
Em dezembro de 1902, Afonso renunciou o posto de diretor administrativo e Oswaldo Cruz assumiu seu lugar, tendo então total controle da coordenação do Instituto. Em seu novo cargo, Cruz implementou um projeto de construção de novos edifícios mais adequados para as atividades de pesquisa. Os edifícios, projetados pelo engenheiro e arquiteto português Luiz Moraes Junior, foram erguidos entre os anos de 1904 e 1922. Este conjunto arquitetônico viria a ser conhecido como Núcleo Arquitetônico Histórico de Manguinhos. Entre as primeiras edificações construídas estão a Cavalariça,  onde eram mantidos cavalos para a produção de soros, exceto o antipestoso, e o Pavilhão do Relógio, onde eram realizadas as atividades relacionadas ao bacilo da peste, como a preparação de seu soro e da vacina.
Em 1903, Cruz assume a Diretoria Geral da Saúde Pública, instituição equivalente ao atual Ministério da Saúde. Como primeiro objetivo em seu novo cargo, buscou eliminar as epidemias mais graves que assolavam a capital, incluindo a peste, a varíola e a febre amarela. As primeiras medidas tomadas visavam o controle sanitário destas doenças, através do isolamento de pacientes doentes e do combate aos mosquitos vetores da febre amarela e ratos vetores da peste. O combate aos vetores se dava através de vistorias e desinfecções de casas, muitas vezes realizadas de maneira forçada com apoio policial. Em 31 de outubro de 1904 a vacina contra a varíola, principal forma de combate a doença, tornou-se obrigatória em todo o país. O caráter compulsório destas medidas e a desconfiança quanto a segurança dos soros e vacinas geraram insatisfação entre a população, motivando manifestações e protestos que implodiram na Revolta da Vacina. Apesar dos conflitos, as medidas foram efetivas para o controle das doenças na capital, com o surto de varíola sendo considerado controlado em 1906 e a febre amarela em 1907. A peste foi eliminada da cidade a partir de 1907 e desde então não foram observados novos casos. Em 12 de dezembro de 1907, passou a denominar-se "Instituto de Patologia Experimental de Manguinhos", referência ao nome do bairro carioca onde fica sua sede.
Devido a seus êxitos científicos e estrutura, o Instituto passou a atrair estudantes em busca de estágios ou de orientação para suas teses, então obrigatórias na graduação em medicina. Entre 1901 e 1910 foram produzidas teses de 23 alunos, incluindo Arthur Neiva, Carlos Chagas e Henrique da Rocha Lima. Em 1908 é criado o Curso de Aplicação de Manguinhos, um curso lato sensu com duração de dois anos onde se ensinava métodos de investigação e experimentação cientifica. Estes cursos se tornariam base para o ensino de pós-graduação na instituição e no pais.
Além dos estudos sobre peste e trabalho na produção de soros e vacinas, os alunos e pesquisadores do Instituto também promoveram pesquisas nas áreas de entomologia, bacteriologia, helmintologia, hematologia, imunologia, protozoologia e virologia. Por exemplo, a primeira publicação cientifica produzida pelo Instituto foi a descrição dos mosquitos da espécie Anopheles lutzii,realizada por Cruz em 1901. Esta publicação é considerada o inicio da Coleção Entomológica do Instituto Oswaldo Cruz. Em 1908, Adolfo Lutz foi convidado por Cruz para trabalhar no Instituto. Lutz foi um dois principais responsáveis por expandir a coleção entomológica, em colaboração com Arthur Neiva. Durante esta época o Instituto produziu, além das teses, 120 publicações originais em periódicos nacionais e internacionais.

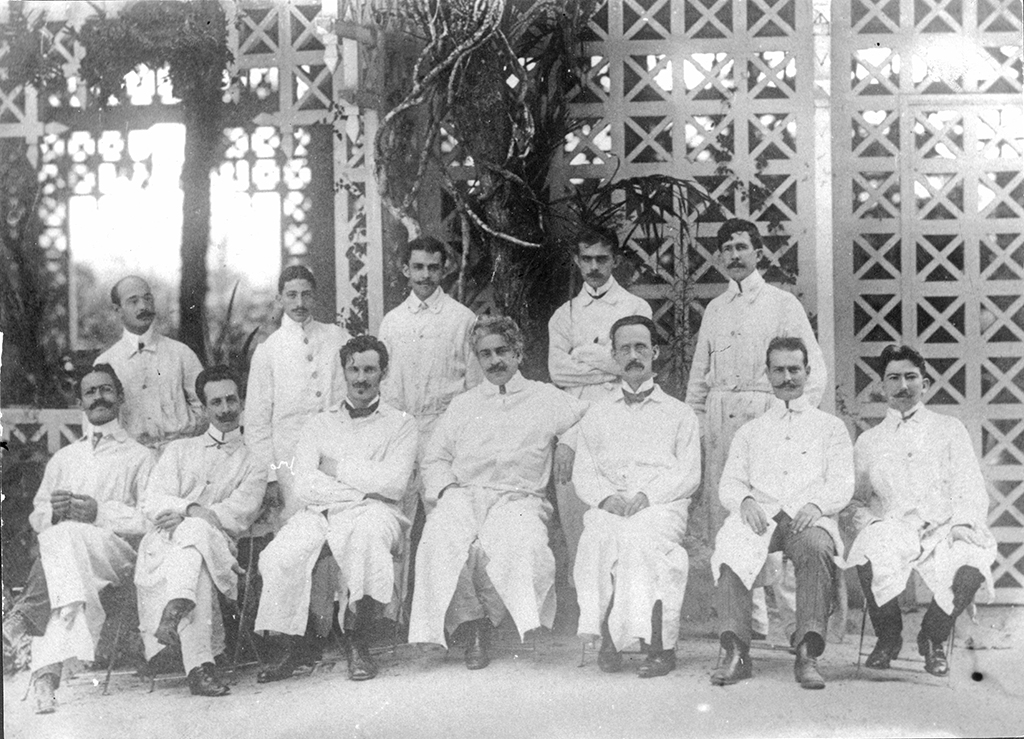
Cientistas do Instituto Oswaldo Cruz, entre 1908 e 1913

Este período contou com diversas descobertas relacionadas a doenças infeciosas. Em 1907, Henrique Aragão descreveu o ciclo assexual do protozoario parasita Haemoproteus columbae no endotélio pulmonar de pombos, conhecimentos que futuramente norteariam a descrição deste ciclo na malária aviária e na malária humana. Entre 1906 e 1910, Alcides Godoy desenvolveu a primeira vacina veterinária no pais, que protegia animais de criação contra o carbúnculo sintomático, doença causada pela infecção pela bactéria Clostridium chauvei. Sendo vendida para fazendeiros, a vacina permitiu a arrecadação de fundos além daqueles fornecidos como verba pelo governo. Entre diversos investimentos, esta nova fonte de renda foi utilizada para a criação da revista cientifica produzida pelo próprio Instituto, Memórias do Instituto Oswaldo Cruz. Em 1909 foi publicada a primeira edição do periódico.
O sucesso dos trabalhos realizados no Rio de Janeiro levaram as praticas sanitárias a serem ampliadas para outras regiões do pais. Durante a década de 1910 profissionais do Instituto realizaram diversas expedições para estudar das condições sanitárias e doenças endêmicas que assolavam as áreas rurais das regiões Norte, Nordeste e Centro-Oeste. Foram realizadas expedições para o estados do Amazonas, Bahia, Ceará, Goiás, Maranhão, Paraíba, Pernambuco, Piauí, e Rio Grande do Norte. Estas estiveram ligadas a expansão da malha ferroviária brasileira, como Estrada de Ferro Noroeste do Brasil e a Estrada de Ferro Madeira-Mamoré, assoladas principalmente pela malária.
Ainda em Minas Gerais, Carlos Chagas foi enviado à cidade de Lassance para combater uma epidemia de malária entre os trabalhadores de uma nova linha de trem da Estrada de Ferro Central do Brasil. Durante seus dois anos de estadia, Chagas identificou e descreveu a doença causada pelo parasita Trypanosoma cruzi, a Doença de Chagas. Pelos diversos esforços na pesquisa e saneamento público, o Instituto foi laureado com a medalha de ouro no 14º Congresso Internacional de Higiene e Demografia, em Berlim em 1907. Em 19 de março de 1908, o Instituto passou a chamar-se "Instituto Oswaldo Cruz", em homenagem a Oswaldo Cruz.

### Carlos Chagas e expansão pelo país (1917-1930)
Em 11 de fevereiro de 1917, Oswaldo Cruz faleceu devido a uma insuficiência renal. Três dias depois, Carlos Chagas foi nomeado para a direção do Instituo, através de um decreto do então presidente Wenceslau Braz. Assim como Cruz, Chagas foi nomeado como diretor do Departamento Nacional de Saúde Pública, agência sanitária federal da época, cargo que exerceu entre 1920 e 1926. Sob seu comando, o Instituto continuou expandindo a pesquisa, ensino e produção  mantendo suas atividades focadas no saneamento e saúde publica.
Continuaram, por exemplo, as expedições cientificas pelo pais para investigar endemias rurais.  Em 1918, Adolfo Lutz, Heraclides César de Souza Araújo e Olympio Oliveira Ribeiro da Fonseca percorreram a zona do Rio Paraná, passando pelos estados do Paraná, Rio Grande do Sul e Santa Catarina, e estendendo-se até a Argentina e o Uruguai. Entre 1923 e 1925, Olympio da Fonseca e João Carlos Nogueira Penido investigaram a região do pantanal no Mato Grosso, incluindo as fronteiras com Paraguai e Bolívia. Além das expedições, foram criadas as primeiras filiais do Instituto fora da capital, em Belo Horizonte e São Luís, em 1918 e 1919, respectivamente. A filial mineira, primeira a ser construída fora da capital, foi transformada em instituição autônoma, o Instituto Ezequiel Dias, em 1922.
As atividades em Manguinhos também foram expandidas. Em 1918, Chagas criou o Serviço de Medicamentos Oficiais destinado a produzir e fornecer medicamentos, como a quinina, utilizada no tratamento da malária, e o óleo de chaulmoogra, usado no tratamento de lepra. Com a incorporação do Instituto Vacinogênico Municipal, em 1920, iniciou-se também a produção da vacina contra a varíola. Na década de 1920, o Instituto também se tornou responsável por realizar o controle de qualidade dos produtos utilizados na medicina brasileira, tanto os fabricados em laboratórios nacionais quanto os importados.
Através dos regulamentos de 1919 e 1926, as diferentes áreas de as atividade científica foram divididas em seis "seções", com o intuito de estabelecer uma divisão de trabalho mais clara entre as rotinas de produção e pesquisa. O regulamento de 1919 criou a seção de Química Aplicada, e o de 1926 as de Bacteriologia e Imunidade, Zoologia Médica, Micologia e Fitopatologia, Anatomia Patológica e Hospitais. A seção de Bacteriologia e Imunidade esteva ligada ao preparo de vacinas e soros, análise dos medicamentos postos à venda e realização de exames bacteriológicos necessários na saúde pública. Além das seções científicas, os novos regulamentos estabeleceram também as seções administrativas, como a secretaria, zeladoria, almoxarifado e arquivo, e as seções auxiliares, que incluíam a fotografia e microfotografia, biblioteca, distribuição de soros e vacinas, entre outras. A restruturação permitiu a expansão do quadro de funcionários, incluindo a contratação de auxiliares de laboratório e pessoal técnico-adiministrativo.
A ampliação destas atividades necessitou também a expansão da infraestrutura, com a construção de nova cavalariças e pavilhões. Entre estas construções estão o Pavilhão de Química, no qual se encontravam os laboratórios de química e de micologia, e o Serviço de Medicamentos Oficiais. Nesta época foi concluída também a construção do Hospital de Manguinhos, idealizado por Oswaldo Cruz e batizado em sua homenagem. Este hospital foi criado com para estudar doenças contagiosas e realizar o tratamento de pacientes, tendo papel importante na assistência a pacientes durante as epidemias de varíola, em 1925-26, e de febre amarela, em 1928-29. Em 1940, o hospital foi renomeado para Hospital Evandro Chagas, em homenagem ao então diretor Evandro Chagas.
O número de pesquisadores também foi ampliado, contando com pesquisadores como Ernesto de Souza Campos, Oswaldo Cruz Filho e Emanuel Dias. Entre as pesquisas realizadas neste período se destacam a descrição da forma congênita da toxoplasmose por Magarinos Torres,  as contribuicoes de Adolfo Lutz com estudos sobre o parasita Schitosoma masoni e os moluscos responsáveis pela propagação da esquistossomose, além de estudos entomológicos sobre tabanídeos e nematóceros, os estudos de protozoários por Henrique Aragão e estudos de helmintos por José Gomes de Faria e Lauro Travassos.
Em 1925, Carlos Chagas foi nomeado como primeiro titular da cátedra de medicina tropical da Faculdade de Medicina da Universidade do Rio de Janeiro. Este curso era organizados e gerenciado pela direção do Instituto, decidindo os conteúdos de aulas, professores nomeados e provendo material clinico ilustrativo. Chagas também organizou o "Curso Especial de Higiene e Saúde Pública" na mesma instituição, o qual era ministrado por pesquisadores de Manguinhos.

### Modernização e criação da Fundação Oswaldo Cruz (1970)
Em maio de 1970, o instituto e outros órgãos federais foram congregados na Fundação Oswaldo Cruz, adotando a sigla Fiocruz, que continua a ser utilizada mesmo depois de maio de 1974, quando recebeu a atual designação de Fundação Oswaldo Cruz.

## Castelo da Fiocruz

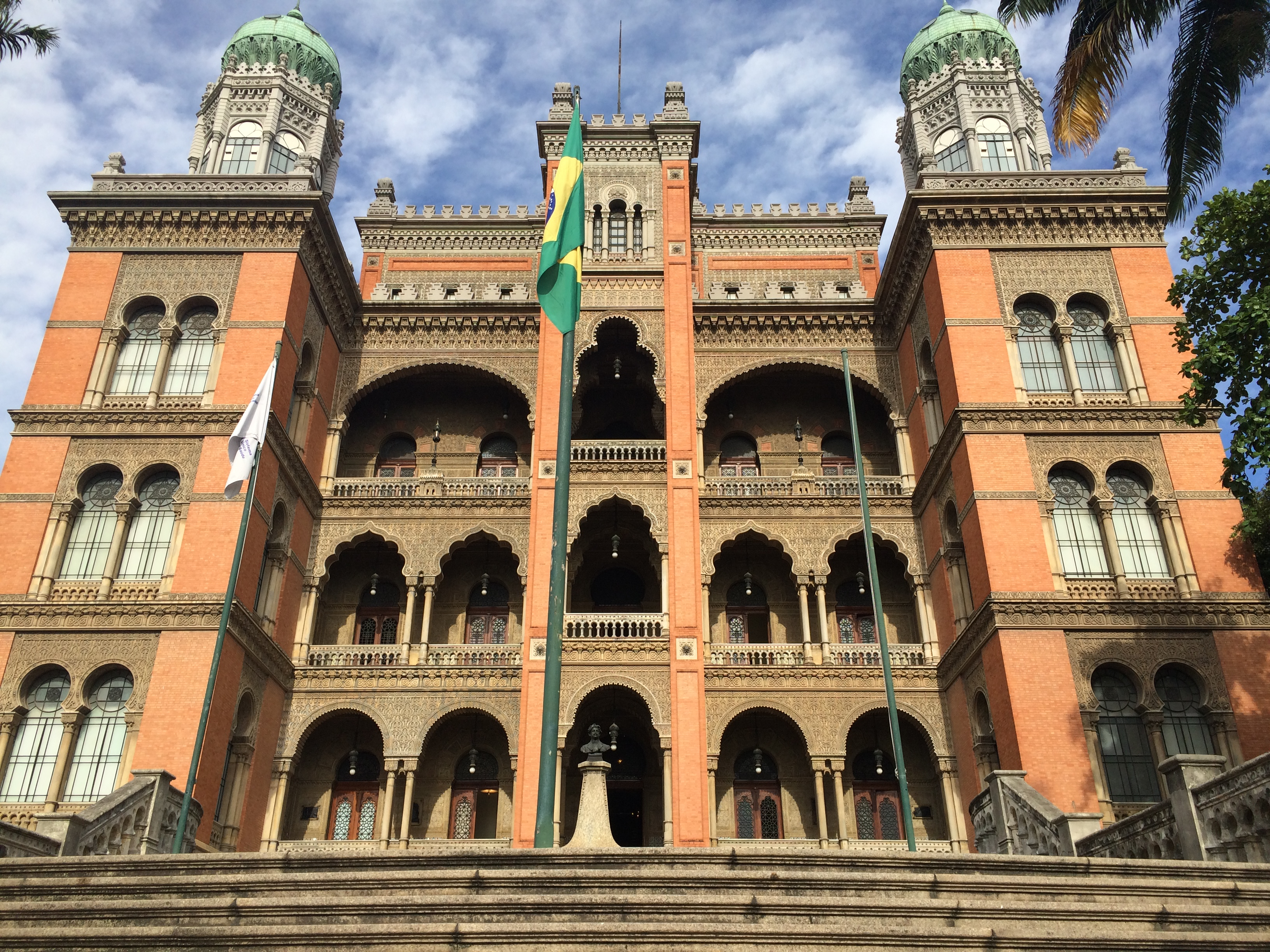
Palácio de Manguinhos, a sede da Fiocruz

O Castelo da Fiocruz, também conhecido como Pavilhão Mourisco ou Palácio de Manguinhos, foi projetado pelo arquiteto português Luiz Moraes Júnior com base em desenhos do próprio Oswaldo Cruz. A edificação começou a ser construída em 1905 e foi inaugurada em 1918. O edifício mescla referências mouriscas e europeias, e situa-se no alto de uma elevação, destacando-se na paisagem. Grande parte dos seus materiais foi importada, com exceção da madeira e do granito, e sua construção foi executada por mão de obra majoritariamente estrangeira.
A instituição que receberia seu nome, foi imaginada por Oswaldo Cruz à semelhança ao Instituto Pasteur, em Paris, reunindo a produção de vacinas e remédios, a pesquisa científica e demais atividades ligadas à saúde pública. Hoje, o edifício abriga áreas administrativas da Presidência da Fiocruz e do Instituto Oswaldo Cruz, mas está aberto à visitação, fazendo parte do circuito oferecido pelo Museu da Vida Fiocruz da Casa de Oswaldo Cruz.
Em 1981 o Pavilhão Mourisco, junto a outros edifícios componentes do Núcleo Arquitetônico Histórico de Manguinhos, foi tombado a nível federal pelo Instituto do Patrimônio Histórico e Artístico Nacional (IPHAN). A própria Fiocruz atua na preservação e restauração desse conjunto, assim como de todo o patrimônio arquitetônico, arqueológico e urbanístico da Fundação.
Por sua importância história, cultural e científica, o Castelo Fiocruz é candidato à Patrimônio Cultural da Humanidade.

## Pesquisa
Além do desenvolvimento de novas tecnologias para a fabricação em larga escala das vacinas contra a febre amarela e a varíola, devem ser citadas outras importantes contribuições, como:
- Descoberta da vacina contra o carbúnculo do gado, ou peste da Manqueira, por Alcides Godoy;
- Os estudos de micologia de Olympio Oliveira Ribeiro da Fonseca (1895-1978) e Arêa Leão;
- A descrição completa do fungo responsável pela paracoccidiomicose, mais conhecida por mal de Lutz, por Adolfo Lutz (1855-1940);
- As pesquisas sistemáticas de helmintos, de Lauro Pereira Travassos (1890-1970);
- A descrição do ciclo do Schistosoma mansoni (ver Esquistossomose);
- A causa do tifo exantemático (o germe bacteriforme Rickettsia prowasecki) por Henrique da Rocha Lima;
- O isolamento do vírus da SIDA em circulação no Brasil, por Bernardo Galvão.
- Pesquisadores da Fiocruz estão estudando o novo coronavírus COVID-19 em 2020.[73]
- Em 2020 a Fiocruz realizou a capacitação de profissionais de saúde do Brasil e América Latina para diagnóstico laboratorial do vírus causador da COVID-19.[74][75][76][59][60][61]

### Dados para pesquisa

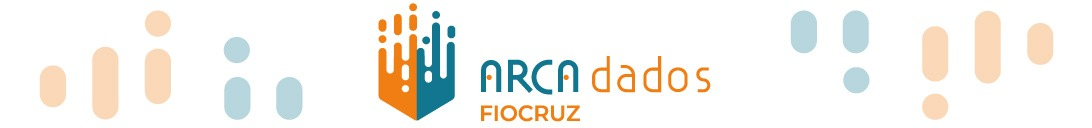
Arca Dados

O Arca Dados é o repositório oficial da Fiocruz para arquivar, publicar, disseminar, preservar e compartilhar os dados digitais para pesquisa produzidos pela comunidade Fiocruz ou em parceria com outros Institutos ou órgãos de pesquisas, com o objetivo de fomentar novas pesquisas, garantir a reprodutibilidade ou replicabilidade de pesquisas existentes e promover uma ciência aberta e cidadã.
Desde 2017, a instituição vem ampliando o debate no âmbito da ciência aberta, com ênfase na gestão, compartilhamento e abertura de dados para pesquisa, delineando estratégias para o estabelecimento de estruturas, processos e normas para a gestão dos dados oriundos das pesquisas científicas na Instituição.
Um desses resultados é a “Política de gestão, compartilhamento e abertura de dados para pesquisa: princípios e diretrizes”, lançada em 2020, que traz orientações para que os dados para pesquisa, como bens públicos, sejam disponibilizados de forma aberta, ética, íntegra, acessível, de maneira oportuna e responsável, considerando as políticas estratégicas da pesquisa científica nacional, os interesses institucionais e as normas regulatórias vigentes.
No aspecto prático, se tornou fundamental consolidar uma infraestrutura tecnológica para a implantação do Repositório de Dados de Pesquisa da Fiocruz – Arca Dados, uma plataforma para a gestão, compartilhamento, abertura e preservação dos dados para pesquisa produzidos pela Fiocruz, cujo desenvolvimento se deu a partir de 2019, a partir de um projeto piloto, desenvolvido em duas fases.
Em 13 setembro de 2023, a portaria no. 867/Fiocruz institui o Arca Dados como repositório institucional de Dados para pesquisa.
Entre os dias 27 e 29 de novembro em Brasília, aconteceu a 6ª edição da Feira de Soluções para a Saúde, que teve como tema a “Transformação Digital na Saúde”. O objetivo da feira foi encontrar soluções inovadoras digitais voltadas para a rede pública e ser um espaço de troca de experiência entre pessoas que participam de iniciavas de transformação digital na área de saúde. O Arca Dados foi premiado durante a feira de soluções inovadoras. Recebeu o segundo lugar do Prêmio Transformação Digital 2023 na categoria “Políticas públicas de saúde digital no SUS”, bem como Menção Honrosa. 

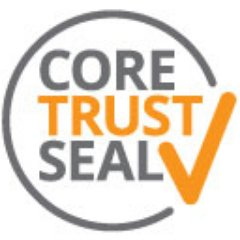
CoreTrustSeal

Em 2024, o repositório conquistou o selo do CoreTrustSeal, uma importante certificação internacional que atesta sua confiabilidade como fonte confiável de dados, sendo o primeiro repositório de dados da América Latina a obter essa distinção.

### Vacina covid-19
Em 2020, a Fiocruz fez uma parceria com a Universidade de Oxford e o laboratório AstraZeneca para a produção da vacina ChAdOx1 (ou só vacina de Oxford) no Brasil. O imunizante, depois de aprovado pela Anvisa, será produzindo no Instituto Bio-Manguinhos, uma unidade da Fundação.
Notas: veja também o especial Observatório Covid-19 e Vacinas contra covid-19

## Editora
A Editora Fiocruz foi lançada em 1993, com sede no Rio de Janeiro. Ela produz e difunde livros em saúde pública, ciências biológicas e biomédicas, pesquisa clínica, e ciências sociais e humanas em saúde, além de possuir coleções nos temas de Antropologia e Saúde, Bioética e Saúde, Criança, Mulher e Saúde, Fazer Saúde, História da Saúde, Loucura & Civilização, Saúde dos Povos Indígenas e Temas em Saúde.
Em 2020, durante a Pandemia de COVID-19, a Editora disponibilizou gratuitamente 182 livros sobre o tema. Em 2022, dois livros da Editora sobre COVID-19 foram finalistas do Prêmio Jabuti. No mesmo ano, três livros da Editora foram finalistas no Prêmio Abeu, nas categorias de Ciências Naturais e Matemáticas e Ciências da Vida.

## Unidades

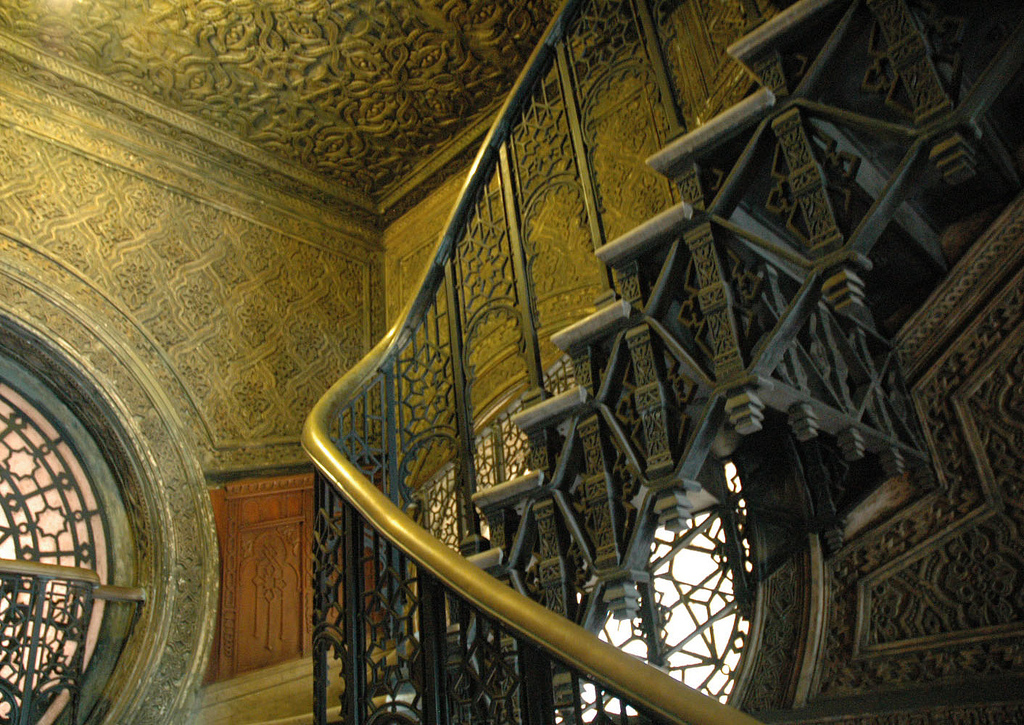
Escada do Castelo

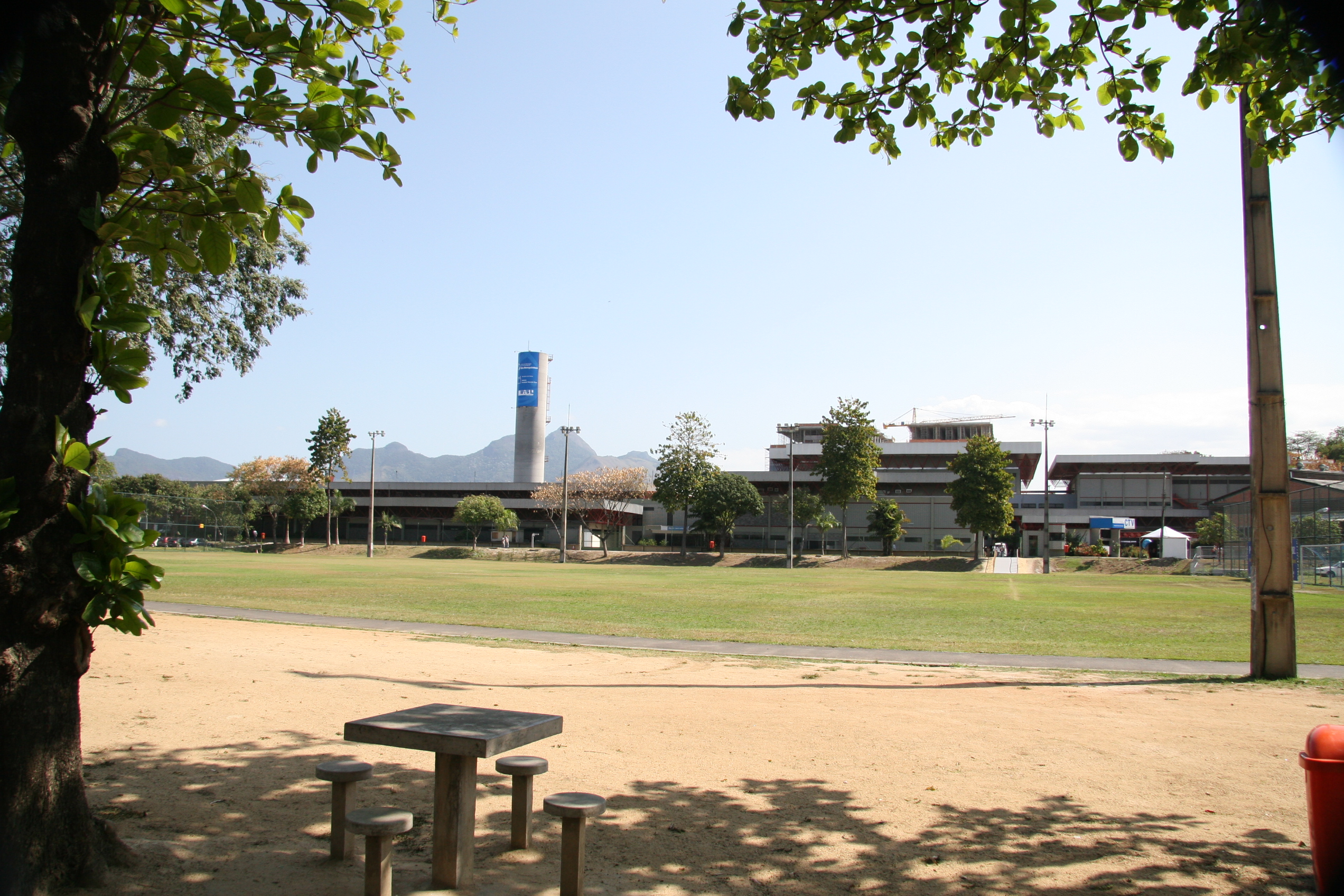
Centro de Tecnologia de Vacinas da Fiocruz

### Técnico-científicas
A Fiocruz tem 21 unidades técnico-científicas, sendo 11 localizadas no Rio de Janeiro, 10 localizadas em outros estados brasileiros e uma unidade em Maputo, capital de Moçambique.

#### No Rio de Janeiro
As unidades técnico-científicas localizadas no Rio de Janeiro são as seguintes:
- Instituto de Tecnologia em Imunobiológicos (Bio-Manguinhos);
- Instituto de Ciência e Tecnologia em Biomodelos (ICTB);
- Instituto de Comunicação e Informação Científica e Tecnológica em Saúde (ICICT);
- Casa de Oswaldo Cruz (COC);
- Escola Nacional de Saúde Pública Sérgio Arouca (ENSP)
- Escola Politécnica de Saúde Joaquim Venâncio (EPSJV);
- Instituto de Tecnologia em Fármacos (Farmanguinhos);
- Instituto Fernandes Figueira (IFF);
- Instituto Nacional de Infectologia Evandro Chagas (INI);
- Instituto Nacional de Controle e Qualidade em Saúde (INCQS);
- Instituto Oswaldo Cruz (IOC);

Fundação de apoio:
- Fundação para o Desenvolvimento Científico e Tecnológico em Saúde (Fiotec)

#### Fora do Rio de Janeiro
As unidades técnico-científicas localizadas fora do Rio de Janeiro são as seguintes:
- Instituto Aggeu Magalhães (IAM) - Fiocruz Pernambuco;
- Instituto Gonçalo Moniz (IGM) - Fiocruz Bahia;
- Instituto Leônidas e Maria Deane (ILMD) - Fiocruz Amazônia;
- Instituto René Rachou (IRR) - Fiocruz Minas Gerais;
- Instituto Carlos Chagas (ICC) - Fiocruz Paraná;
- Gerência Regional de Brasília (Gereb) - Fiocruz Brasília;
- Escritório Técnico Fiocruz Mato Grosso do Sul;
- Escritório Técnico Fiocruz Rondônia;
- Escritório Técnico Fiocruz Ceará;
- Escritório Técnico Fiocruz Piauí;
- Escritório Internacional em Moçambique - Fiocruz África.

### Administrativas
Também existe mais 4 unidades administrativas todas ligadas a presidência da Fiocruz.
- Coordenação-geral de Infraestrutura dos Campi (Cogic);
- Coordenação-geral de Administração (Cogead);
- Coordenação-geral de Gestão de Pessoas (Cogepe);
- Coordenação-geral de Planejamento (Cogeplan);
- Coordenação-geral de Gestão de Tecnologia de Informação (Cogetic).

## Na imprensa
Devido a seu papel durante a pandemia de covid-19, a Fiocruz foi amplamente citada pela imprensa. Em 03 de janeiro de 2021, o termo "Fiocruz" tinha 2 330 000 resultados para "notícias" na busca no Google.
- Anvisa aprova importação de 2 milhões de doses de vacinas da Fiocruz (CNN Brasil)
- Fiocruz quer importar 2 milhões de doses e vacinar contra covid-19 ainda este mês (Isto é)
- Anvisa autoriza importação de vacinas pela Fiocruz (R7)

## Bibliogafia
- Benchimol, Jaime Larry (2001). Febre amarela: a doença e a vacina, uma história inacabada (PDF). Rio de Janeiro: Editora FIOCRUZ. ISBN 85-85676-98-1
- Kropf, Simone Petragli; Lacerda, Aline Lopes de (2009). Carlos Chagas, um cientista do Brasil (PDF). Rio de Janeiro: Editora FIOCRUZ. ISBN 9788575411889. doi:10.7476/9786557080009